# Tchad thuộc Pháp
Tchad là một phần của Đế quốc thực dân Pháp từ năm 1900 đến năm 1960. Sự cai trị của thực dân dưới thời Pháp bắt đầu vào năm 1900 khi Lãnh thổ quân sự của Tchad được thành lập. Từ năm 1905, Chad được liên kết với liên đoàn các tài sản thuộc địa của Pháp ở Trung Phi, được biết đến từ năm 1910 dưới tên gọi Xích đạo châu Phi thuộc Pháp. Tchad đã thông qua năm 1920 cho chính quyền dân sự Pháp, nhưng bị bỏ rơi kinh niên.
Chad nổi bật vào năm 1940 vì dưới sự thống trị của Félix Éboué, thuộc địa đầu tiên của Pháp tập hợp bên cạnh Pháp tự do. Sau Chiến tranh thế giới thú hai, Pháp đã cho phép một số lượng hạn chế đại diện của người dân châu Phi, mở đường cho các cuộc đụng độ tại đấu trường chính trị giữa tiến bộ và nam dựa trên Đảng Tiến bộ Tchad (PPT) và Hồi giáo bảo thủ Liên minh Dân chủ Tchad (UDT). Cuối cùng, PPT đã nổi lên chiến thắng và đưa đất nước giành độc lập vào năm 1960 dưới sự lãnh đạo của François Tombalbaye.